# Emissionszertifikategesetz 2011
Das Emissionszertifikategesetz 2011 (EZG 2011) bildet in Österreich die gesetzliche Grundlage für den Handel mit Berechtigungen zur Emission von Treibhausgasen (Emissionsrechtehandel) in einem gemeinschaftsweiten Emissionshandelssystem. Es schafft die rechtliche Voraussetzung, die 1997 im Kyoto-Protokoll für die Mitgliedstaaten vereinbarten Verpflichtungen zur Reduzierung von Treibhausgasen einzuhalten. Es wurde in seiner ersten Fassung am 30. April 2004 im Bundesgesetzblatt für die Republik Österreich veröffentlicht (BGBl. I Nr. 46/2004).
Am 9. Dezember 2004 wurde das Gesetz erstmals geändert (BGBl. I Nr. 135/2004). Dennoch hat der österreichische Verfassungsgerichtshof Bestimmungen des Emissionszertifikategesetzes im Oktober 2006 als verfassungswidrig aufgehoben (BGBl. I Nr. 159/2006) Die Aufhebung trat aber erst nach dem 31. Dezember 2007 in Kraft und gilt daher nur für die zweite Handelsperiode 2008 bis 2012.
Am 28. Dezember 2006 wurde das Gesetz erneut abgeändert (BGBl. I Nr. 171/2006).
Am 12. Dezember 2011 wurde das Gesetz als Emissionszertifikategesetz 2011 neu herausgegeben und damit die bis dahin gültige Fassung außer Kraft gesetzt.